# 柘藤
柘藤（学名：Maclura fruticosa）又名拓藤，为桑科桑橙屬下的一个植物种。